# Danau Embat
Danau Embat is een bestuurslaag in het regentschap Batang Hari van de provincie Jambi, Indonesië. Danau Embat telt 1351 inwoners (volkstelling 2010).